# Dolnja Stara vas
Dolnja Stara vas – wieś w Słowenii, w gminie Škocjan. W 2018 roku liczyła 120 mieszkańców.